# Miagrammopes orientalis
Miagrammopes orientalis är en spindelart som beskrevs av Friedrich Wilhelm Bösenberg och Embrik Strand 1906. Miagrammopes orientalis ingår i släktet Miagrammopes och familjen krusnätsspindlar. Inga underarter finns listade i Catalogue of Life.